# Amt Brilon
Beim Amt Brilon handelte es sich um einen Verwaltungsbezirk im ehemaligen Herzogtum Westfalen, dessen Entstehung ins 13. Jahrhundert zurückreicht. Etwa um 1600 erhielt es nach einigen Grenzkorrekturen seine Form, die es für etwa 200 Jahre behielt. 1802 fiel das Amt Brilon mit dem Herzogtum an den Landgrafen von Hessen-Darmstadt. Ein Jahr nach dem Übergang an Preußen wurde das Amt Brilon 1817 aufgelöst und ging im Kreis Brilon auf.

## Grenzen
Die Grenzen des Amtes Brilon entsprachen im Wesentlichen den Grenzen der gleichnamigen Gografschaft. Es war der größte Amtsbezirk im Herzogtum Westfalen. Im Nordwesten grenzte es um 1800 an das Hochstift Paderborn, im Osten an das Amt Marsberg und die Grundherrschaften Giershagen und Padberg. Im Südosten schloss sich die Grafschaft Waldeck an, im Süden das Amt Medebach und das Gericht Bödefeld. Im Westen folgten die Gerichte Remblinghausen und Meschede sowie das Amt Eversberg. Im Norden befanden sich die Ämter Warstein und Rüthen und die Grundherrschaft Scharfenberg.

## Geschichte
Die Entstehung des Amtes reicht weit vor das Jahr 1333 zurück. In diesem Jahr ist es erstmals urkundlich überliefert, als es vom Kölner Erzbischof verpfändet wurde. Das Amt beruhte auf dem Besitz der Gogerichtsbarkeit und umfasste um 1300 zehn ungenannte Kirchspiele. Das erschwert die genaue Bestimmung der ursprünglichen Grenzen. An der Nordgrenze löste sich das Gebiet von Alme seit dem 15. Jahrhundert allmählich aus dem Amtsverband heraus, als dort eine eigene Patrimonialherrschaft entstand, nachdem der Erzbischof von Köln 1430 die wüste Hofstatt zunächst auf 50 Jahre mit allem Zubehör an einen Adligen verpfändet hatte.
Seit dem Spätmittelalter dehnten die Kölner Erzbischöfe das Gebiet der Gogerichtsbarkeit auf das Kirchspiel Velmede im Westen und den Assinghauser Grund im Süden weiter aus. Hier gab es bis 1540 einen eigenen Gografen, der dem Briloner Gografen unterstellt war. Dieser war gleichzeitig Gograf von Velmede.
Durch den Besitz der Stadt Brilon besaß der Erzbischof von Köln den entscheidenden Machtfaktor im Amt Brilon. Der erzbischöfliche Richter in der Stadt war des Öfteren in Personalunion Gograf im Gogericht. Dabei gehörte die Stadt selbst nicht zum Amt und war vom Gogericht ausgenommen.
1497 erfolgte eine Grenzscheidung zwischen dem Gogericht Brilon und der Herrschaft Padberg.
Im 16. Jahrhundert bestand das Amt Brilon nach Steuerlisten von 1536 und 1565 aus den Ortschaften:
a) Hoppeke, Bontkirchen, Wülfte, Ober- und Niederalme, Thülen, Nehden, Rösenbeck, Giershagen, Madfeld, den Wüstungen Kefflike und Hilbringhausen, außerdem noch aus Beringhausen, Messinghausen, Radlinghausen und Rixen,
b) aus dem sogenannten Grund Assinghausen mit den Orten Assinghausen, Wiemeringhausen, Bruchhausen, Wulmeringhausen und Brunskappel,
c) aus den Orten Altenbüren, Antfeld, Olsberg, Helmeringhausen, Bigge und Elleringhausen, außerdem Elpe und Scharfenberg.
Das Gericht Velmede wurde noch als eigenständige Einheit aufgeführt.
Im Dreißigjährigen Krieg wurden zahlreiche Höfe im Amt Brilon durch Kriegseinwirkung zerstört. Während in einigen Orten nur zwei Höfe am Ende des Krieges unbewohnt waren, waren manche Dörfer vollständig verlassen worden. Insgesamt waren etwa 100 Höfe verwüstet. Hierüber gibt eine Aufstellung des Richters Jakob Kannegießer aus dem Jahr 1652 Auskunft. Danach gliederte sich das Amt Brilon a) in den Grund Assinghausen (Assinghausen, Wiemeringhausen, Bruchhausen, Wulmeringhausen und Brunskappel), b) in das Niederamt Brilon (Hoppeke, Bontkirchen, Wülfte, Ober- und Niederalme, Thülen, Nehden, Rösenbeck, Giershagen, Madfeld und den wüsten Stätten Kefflike, Hilbringhausen und Gudenhagen), c) in das Kirchspiel Velmede (Velmede, Nuttlar, Ostwig, Berlar, Heringhausen und Gevelinghausen) sowie d) die Orte Altenbüren, Antfeld, Olsberg, Helmeringhausen, Bigge und Elleringhausen.
Von 1802 bis 1816 gehörte das Amt zur Landgrafschaft Hessen-Darmstadt. Mit der Neugliederung der Ämter durch die Hessen im Jahr 1807 änderte sich die räumliche Gestalt des Amtes. Die Kirchspiele Velmede im Westen und Madfeld im Osten wurden abgetrennt. Hinzugefügt wurden die Patrimonialgerichte Alme und Scharfenberg. Außerdem kam jetzt die Stadt Brilon hinzu.
1816 fiel das Herzogtum Westfalen und damit das Amt Brilon an Preußen. Es wurde 1817 aufgelöst und zusammen mit dem ebenfalls aufgelösten Amt Marsberg in den neugegründeten Kreis Brilon überführt. Seine Gerichtsfunktion ging auf das Justizamt Brilon über, welches zum 1. Januar 1839 in Land- und Stadtgericht Brilon umbenannt wurde.

## Amtmänner
- 1451 		Henrich van Ense[14]
- 1807–1817		C. Joseph von Stockhausen.[15]

## Kurfürstliche Richter und Gografen in Brilon
- 1560	            Gobel Hesse, Gograf[16]
- 1560/1587       Anton Ramme, Richter[17]
- 1603–1642	Mathaeus Höynck, Richter und Gograf[18]
- 1643/1695	Jakob Kannegießer, kurfürstlicher Richter und Gograf[19]
- 1739		Johann Friedrich Wilhelm Freusberg, kurfürstlicher Richter[20]